# Саяма
Саяма (яп. 狭山市 Саяма-си) — город в Японии, находящийся в префектуре Сайтама. Площадь города составляет 49,04 км², население — 152 916 человек (1 августа 2014), плотность населения — 3118,19 чел./км².

## Географическое положение
Город расположен на острове Хонсю в префектуре Сайтама региона Канто. С ним граничат города Токородзава, Кавагоэ, Ирума, Ханно, Хидака.

## Население
Население города составляет 152 916 человек (1 августа 2014), а плотность — 3118,19 чел./км². Изменение численности населения с 1980 по 2005 годы:
| 1980 | 124 029 чел. |  |
| 1985 | 144 366 чел. |  |
| 1990 | 157 309 чел. |  |
| 1995 | 162 240 чел. |  |
| 2000 | 161 460 чел. |  |
| 2005 | 158 074 чел. |  |

## Символика
Деревом города считается чай, цветком — рододендрон, птицей — голубая сорока.

## Транспорт
- Кокудо 16

## Города-побратимы
- Тхонъён, Республика Корея (1973)
- Ханчжоу, Китай (1996)
- Цунан, Япония (1997)
- Уортингтон, США (1999)